# Ahmetbeyli, Reyhanlı
Ahmetbeyli là một xã thuộc huyện Reyhanlı, tỉnh Hatay, Thổ Nhĩ Kỳ. Dân số thời điểm năm 2011 là 483 người.